# Starz Encore
Encore é um canal norte-americano de televisão por assinatura de propriedade da Liberty Starz componente da Liberty Media.